# Chino min central
El min central o min zhong (en chino tradicional, 閩中語; en chino simplificado, 闽中语; pinyin, Mǐnzhōngyǔ) forma una rama menor de las lenguas min. Se habla en el valle del río Sha de la prefectura de Sanming (en las zonas montañosas centrales de Fujian) que consiste en Yong'an, el área urbana de Sanming (distritos Sanyuan y Meilie) y el condado de Sha.

## Dialectos
- Dialecto de Sanming
- Dialecto de Yong'an
- Dialecto de Sha